# Холопово
Холо́пово (рос. Холопово) — присілок у складі Подольського міського округу Московської області, Росія.

## Населення
Населення — 7 осіб (2010; 8 у 2002).
Національний склад (станом на 2002 рік):
- росіяни — 100 %